# Amos Omolo
Amos Omolo (* 9. März 1937 in Kenia) ist ein ehemaliger ugandischer Sprinter.
1962 gewann er bei den British Empire and Commonwealth Games in Perth Bronze über 440 Yards.
Bei den Olympischen Spielen 1964 in Tokio schied er über 400 m und in der 4-mal-100-Meter-Staffel im Vorlauf aus.
Zwei Jahre später erreichte er bei den British Empire and Commonwealth Games 1966 in Kingston über 440 Yards das Halbfinale und wurde mit der ugandischen 4-mal-440-Yards-Stafette Achter.
Bei den Olympischen Spielen 1968 in Mexiko-Stadt wurde er über 400 m Achter. Der ugandische Rekord über 400 m von 45,33 s, den er im Viertelfinale aufstellte, wurde erst in den 1990er Jahren von Davis Kamoga gebrochen. Über 100 m gelangte er ins Viertelfinale.
1970 scheiterte er bei den British Commonwealth Games in Edinburgh über 100 m in der ersten Runde.

## Persönliche Bestzeiten
- 100 m: 10,50 s, 13. Oktober 1968, Mexiko-Stadt
- 400 m: 45,33 s, 17. Oktober 1968, Mexiko-Stadt